# Aderus gracilipedes
Aderus gracilipedes es una especie de coleóptero de la familia Aderidae. La especie fue descrita científicamente por Manuel Martínez de la Escalera en 1941.

## Distribución geográfica
Habita en Guinea Ecuatorial.